# 尾北古窯跡群
尾北古窯跡群（びほくこようせきぐん）または尾北窯（びほくよう）は、濃尾平野北東部の庄内川以北、愛知県春日井市や小牧市、犬山市の丘陵地帯に分布する古窯跡群の総称。南東の猿投古窯跡群と並び、古代尾張において須恵器やそれに続く瓷器（灰釉陶器・緑釉陶器）、瓦などを焼いて一大生産地となったことで知られる。
座標: 北緯35.0度17.0分50.3秒 東経136.0度59.0分18.5秒 / 北緯35.297306度 東経136.988472度

## 概要
尾北古窯跡群は、小牧市篠岡（現在の桃花台ニュータウン）に分布する篠岡古窯跡群を中心として、犬山市今井、赤坂、春日井市神屋、下原、高蔵寺などの広範囲に分布する。窯体構造は丘陵斜面を利用した半地下式の「窖窯」である。
5世紀末に名古屋市東部に起こった須恵器窯である猿投窯の拡大に伴い、小牧市篠岡地区において窯場が作られ、古墳時代末から飛鳥時代にあたる7世紀後半から須恵器の生産を開始した。寺社勢力や律令政府の影響力が働いていたと考えられ、須恵器以外にも瓦や硯を多く産出することが特徴で、それらの製品は大山廃寺などの地元尾張の古代寺院や官衙のほか、奈良県の石神遺跡など畿内の国家中枢部にも供給され、8世紀前半には一時的に猿投窯を凌ぐ生産量を誇った。しかし8世紀半ばに一時衰退する。
平安時代に入る8世紀末ないし9世紀初頭に猿投窯で国内初の量産型人工施釉陶器（瓷器）である灰釉陶器が生産されるようになると、9世紀中頃から須恵器生産を再開していた尾北窯でも、同世紀後半に灰釉陶器の生産へと移行した。篠岡古窯跡群では緑釉陶器の生産も同時に行われた。10世紀から11世紀にかけて最盛期を迎え、製品は東海地方および畿内へも流通した。
11世紀末になると、猿投窯や初期瀬戸窯などの、周辺の灰釉陶器窯で一斉に起きた現象と同じく、施釉技法を放棄して無釉の山茶碗生産へと変化し、平安時代も末となる12世紀代に窯操業を停止したと考えられている。